# 인간의 굴레 (영화)
인간의 굴레(Of Human Bondage)는 미국에서 제작된 존 크롬웰 감독의 1934년 멜로/로맨스 영화이다. 레슬리 하워드 등이 주연으로 출연하였고 팬드로 S. 버먼 등이 제작에 참여하였다. 이 영화는 윌리엄 서머싯 몸의 1915년 소설 인간의 굴레에 기반을 둔다.

## 출연

### 주연
- 레슬리 하워드
- 베티 데이비스

### 조연
- 프란세스 디
- 레지날드 데니
- 앨런 헤일
- 레지날드 셰필드
- 레지날드 오웬
- 데스몬드 로버츠

## 제작진
- 원작자: W. 서머셋 모옴
- 미술: 캐롤 클락
- 미술: 밴 네스트 폴그래스
- 의상: 월터 플렁킷